# Інтегрований агрикультурний комплекс Дашт-Луїн
Інтегрований агрикультурний комплекс Дашт-Луїн (перс. مجتمع مشاعهائ دشت لوئين) — село в Ірані, у дегестані Шагсаван-Канді, у Центральному бахші, шагрестані Саве остану Марказі. За даними перепису 2006 року, його населення становило 66 осіб, що проживали у складі 19 сімей.